# Катарина Ђорђевић
Катарина Ђорђевић (рођена 25. јула 1995) је српска фудбалерка која игра на позицији везног и наступила је за женску фудбалску репрезентацију Србије.

## Каријера
Катарина Ђорђевић је ограничена на репрезентацију Србије, и појављује се за тим током ФИФА квалификације за светски куп за жене (2019).